# Arno Holz

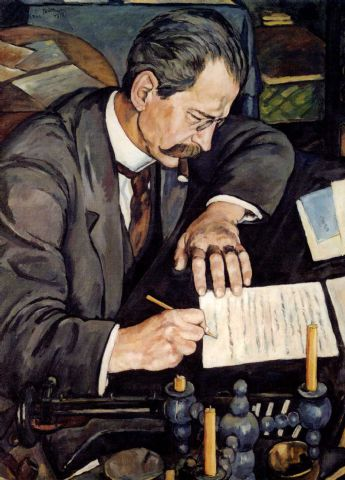
Arno Holz, pictat de Erich Büttner

Arno Holz (n. 26 aprilie 1863 - d. 24 octombrie 1929) a fost un scriitor german.
Teoretician al naturalismului în țara sa, a promovat o formă poetică deschisă experimentului, cultivând versul liber și expresia prozaică și o proză obiectivă de mare precizie a detaliilor.

## Scrieri
- 1886: Cartea timpului ("Das Buch der Zeit")
- 1889: Papa Hamlet, scris în colaborare cu Johannes Schlaf
- 1896: Socialaristocrații ("Sozialaristokraten")
- 1898/1926: Phantastus
- 1899: Revoluția liricii ("Revolution der Lyrik")
- 1904: Daphnis
- 1904: Cântece de îndopare ("Fress-, Sauf- und Venuslieder")
- 1908: Eclipsa de soare ("Sonnenfinsternis")
- 1913: Ignorabismus
- 1924/1925: Opera ("Das Werk").

Holz a fost unul dintre colaboratorii revistei Freie Bühne (ulterior Neue Rundschau).